# 神田紫
神田 紫（かんだ むらさき、1951年11月30日 - ）は、日本の女性講談師。日本講談協会元会長。兵庫県神戸市出身。桜美林短期大学卒業。

## 来歴
元々は舞台女優を志して文学座と劇団芸能座（小沢昭一主宰）で活動していたが、講談師に転向し、2代目神田山陽に弟子入りする。1989年8月に真打昇進。同年10月、落語芸術協会に所属する。
女流講談師として各地で「パープルエクスタシー」シリーズと題した講談と一人芝居をミックスした新感覚の公演を行う傍ら、引き続き舞台女優としても活動している。2008年から2009年にかけては日本講談協会会長を務めた。

## テレビ出演
- 一枚の写真（1990年4月11日、フジテレビ）

## 弟子

### 前座
- 神田紫天

### 廃業
- 神田あっぷる - 落語芸術協会にも所属していた。青森県出身のため「あっぷる」という名前になった。2018年頃に廃業。廃業当時は二ツ目。